# Akmal Shaikh
Akmal Shaikh, född 5 april 1956, död den 29 december 2009, var en pakistanskfödd brittisk medborgare som dömdes som skyldig till smuggling av droger och som sedermera avrättades genom giftinjektion i Kina den 29 december 2009 klockan 10:30 kinesisk tid, 02:30 GMT.
Motståndare mot avrättningen menar att han led av psykiska störningar och lurades att smuggla droger, men Folkets högsta domstol i Folkrepubliken Kina fann inga dokument som bevisar det för honom eller medlem av hans familj.
Föreningen Reprieve, som är emot avrättningar, säger att Shaikh var den första EU-invånaren som avrättats i Kina på över 50 år.